# Норт-Карроллтон (Міссісіпі)
Норт-Карроллтон (англ. North Carrollton) — місто (англ. town) в США, в окрузі Керролл штату Міссісіпі. Населення — 405 осіб (2020).

## Географія
Норт-Карроллтон розташований за координатами 33°31′7″ пн. ш. 89°55′10″ зх. д. / 33.51861° пн. ш. 89.91944° зх. д. (33.518634, -89.919400).  За даними Бюро перепису населення США в 2010 році місто мало площу 0,82 км², уся площа — суходіл.

## Демографія
Згідно з переписом 2010 року, у місті мешкали 473 особи в 202 домогосподарствах у складі 128 родин. Густота населення становила 580 осіб/км².  Було 244 помешкання (299/км²).
Расовий склад населення:
| - 59,2 % — білих - 36,2 % — чорних або афроамериканців - 4,0 % — осіб інших рас |

До двох чи більше рас належало 0,6 %. Частка іспаномовних становила 4,9 % від усіх жителів.
За віковим діапазоном населення розподілялося таким чином: 26,0 % — особи молодші 18 років, 54,8 % — особи у віці 18—64 років, 19,2 % — особи у віці 65 років та старші. Медіана віку мешканця становила 39,1 року. На 100 осіб жіночої статі у місті припадало 83,3 чоловіків;  на 100 жінок у віці від 18 років та старших — 75,9 чоловіків також старших 18 років.
Середній дохід на одне домашнє господарство  становив 37 706 доларів США (медіана — 32 266), а середній дохід на одну сім'ю — 45 379 доларів (медіана — 42 031). За межею бідності перебувало 17,3 % осіб, у тому числі 10,5 % дітей у віці до 18 років та 28,0 % осіб у віці 65 років та старших.
Цивільне працевлаштоване населення становило 181 осіб. Основні галузі зайнятості: освіта, охорона здоров'я та соціальна допомога — 26,5 %, фінанси, страхування та нерухомість — 24,9 %, виробництво — 15,5 %, роздрібна торгівля — 9,9 %.